# Átjáró Magazin
Az Átjáró Magazin egy 2002 februárjában indult lap, a Galaktika után támadt űrt betölteni próbáló vállalkozások egyike. Kéthavi magazinként jelent meg, összesen 15 szám. Főszerkesztője Szélesi Sándor, szerkesztői Németh Attila, Michaleczky Péter, valamint Miyazaki Jun voltak. Több szám erejéig részt vett a szerkesztésben Berke Szilárd, Maróthy László és Trethon Judit is.
A lap megszűnte után egy évvel Szélesi Sándor és Miyazaki Jun megalapították az SFportal.hu – Átjáró Online internetes oldalt, amely az SF.hu oldal utódjának szántak.
A Galaktika megszűnése és újraindulása között számos lapalapítási próbálkozás történt, ezek közül az Átjáró érte meg a legtöbb számot. Megszűnését készítői a nem megfelelő „gazdasági és egyéb körülményekkel” magyarázták. Az Átjáró magazin magát a Galaktika szellemi örököseként határozta meg, s igyekezett a fantasztikus irodalom minden területét felölelni: közölt novellákat, tanulmányokat, cikkeket, film- és könyvismertetőket, zenével foglalkozó cikksorozatot, interjúkat, beszámolókat rendezvényekről, összefoglalókat a hazai sci-fi és fantasy életről.
Bemutatkozási lehetőséget adott új, ismeretlen szerzőknek és már régebben publikáló íróknak is, ám a kortárs hazai szerzőknek csak egy részét tudta elérni. A kezdeti, meglehetősen egyszerű, fanzinokat idéző kivitelű lap többszöri megújulás után színes, igényes kivitelű, korszerű magazinná vált. A lap mellé mozgalmi életet is szerettek volna kialakítani, illetve könyvkiadással bővíteni a palettát. Ennek a folyamatnak az első (s egyelőre utolsó) lépése lett a különféle SF rendezvények szervezése, társszervezőként a Hungaroconnal, majd önállóan (Átjáró Nap). (A rendezvények a magazin megszűnte után is az Átjáró nevet viselték.)

## Átjáró Napok és Találkozások
2003-tól kezdve a magazin munkatársai Átjáró Nap néven sci-fi rajongóitalálkozó-sorozatot is tartottak, melyre különböző író- és színészvendégeket is meghívtak.
Az Átjáró Találkozások 2005 őszétől 2006 őszéig tartott, egyenes folytatásaként az Átjáró Napoknak. A budapesti Millenáris Parkban tartották. Az SFportal.hu ekkortól fogva a rendezvény hivatalos oldala.
A főszervezők az addigra már megszűnt Átjáró Magazin stábjából kerültek ki (hivatalosan a Mithgard Media KFT. rendezte a sorozatot), azonban jellemzően minden egyes találkozó alkalmával felkértek más sf szervezeteket a közreműködésre. Sci-fi klubrendezvények, szerepjáték versenyek, és egyéb találkozók is szerepeltek a műsorban.
A találkozók témáit a következők adták (időrendben): Álomfogók (Böszörményi Gyula regénysorozata köré épülő gyerektalálkozó); Csillagkapu, Csillagközi szökevények és Firefly találkozó; Tenger Farkasai M.A.G.U.S. és Shadowrun szerepjátékverseny; Átjáró Nap – Egy rég várt ünnepély (J. R. R. Tolkien 114. születésnapja alkalmából, a Magyar Tolkien Társasággal közösen; Star Trek- és Battlestar Galactica-találkozó; Magyar Képregényfesztivál; II. Tenger Farkasai M.A.G.U.S.-szerepjátékverseny és World of Warcraft találkozó; Sakura Party (a Magyar Anime Társaság közreműködésével megrendezett animecon). Az utolsó Átjáró-rendezvény a 2006. június 9-11-én rendezett Átjáró Fesztivál volt, melyre több külföldi színész érkezett, mint addig bármelyik magyar sci-fi-rendezvényre (connal zárta le az első félévet. Magyar sf rendezvényen ennél több díszvendég nem volt, mint ekkor: Adrian Paul, a Hegylakó tévésorozat főszereplője, Mira Furlan, a Babylon 5 és a Lost szereplője, valamint Gerald Home és Garrick Hagon, a Star Wars szereplői is jelen voltak; irodalmi fronton pedig Harry Harrison, az abban az évben Európai Nagy Mester címmel elismert sci-fi-író jelent meg; Ian Watson, a Warhammer 40.000 írója immáron sokadik alkalommal volt az Átjáró vendége; és Roberto Quaglia, olasz sci-fi-szerző, az ESFS alelnöke sem először járt Magyarországon.
A társszervezők között szinte mindenki megjelent, aki korábban is részt vett az Átjáró Találkozások sorozatban – a KreArt sci-fi klubjai, képregénykiadók, és sokan mások.)